# In odium fidei
In odium fidei łac. in odium fidei, „z nienawiści do wiary”) – wyrażenie, którego Kościół rzymskokatolicki używa głównie w kontekście procesów beatyfikacyjnych i kanonizacyjnych, gdy dana osoba poniosła śmierć z powodu wiary z rąk tych, którzy jej nienawidzą. Po zakończeniu procesu beatyfikacyjnego kandydat na ołtarze otrzymuje tytuł męczennika. 
Do beatyfikacji lub kanonizacji męczennika nie jest wymagany dowód cudu.